# Waldemar Kryger
Waldemar Kryger (Poznań, 8 november 1968) is een voormalig Pools profvoetballer, die zijn loopbaan beëindigde in 2004 bij Lech Poznań. Kryger speelde als verdediger, voornamelijk voor Lech Poznań, met wie hij driemaal landskampioen werd.

## Erelijst
Lech Poznań
- Pools landskampioen

1990, 1992, 1993
- Pools bekerwinnaar

2004
- Poolse Supercup

1991, 1993

## Interlandcarrière
Kryger speelde vijf interlands (één doelpunt) voor Polen in de periode 1997-1998. Hij maakte zijn debuut voor de nationale ploeg op vrijdag 14 februari 1997 in een vriendschappelijke wedstrijd tegen Litouwen (0-0), net als aanvallende middenvelder Radosław Kałużny. Zijn laatste interland speelde hij op 25 februari 1998 in Tel Aviv tegen Israël.
| Interlands | Interlands | Interlands        | Interlands       | Interlands | Interlands | Interlands              | Interlands |
| #          | Datum      | Locatie           | Wedstrijd        | Uitslag    | Wedstrijd  | Opmerking               |            |
| ---------- | ---------- | ----------------- | ---------------- | ---------- | ---------- | ----------------------- | ---------- |
| 1          | 14/02/1997 | Ayia Napa, Cyprus | Polen – Litouwen | 0 – 0      | Oefenduel  |                         |            |
| 2          | 15/02/1997 | Ayia Napa, Cyprus | Cyprus – Polen   | 2 – 3      | Oefenduel  |                         |            |
| 3          | 17/02/1997 | Derynia, Cyprus   | Polen – Letland  | 3 – 2      | Oefenduel  | 89'                     |            |
| 4          | 12/03/1997 | Ostrava, Tsjechië | Tsjechië – Polen | 2 – 1      | Oefenduel  |                         |            |
| 5          | 25/02/1998 | Tel Aviv, Israël  | Israël – Polen   | 2 – 0      | Oefenduel  | 70' Krzysztof Ratajczyk |            |